# La Ticla
La Ticla är en ort i Mexiko.   Den ligger i kommunen Aquila och delstaten Michoacán de Ocampo, i den södra delen av landet, 500 km väster om huvudstaden Mexico City. La Ticla ligger 22 meter över havet och antalet invånare är 560.
Terrängen runt La Ticla är varierad. Havet är nära La Ticla åt sydväst.  Närmaste större samhälle är Aquila, 16,9 km norr om La Ticla.